# Achim Block

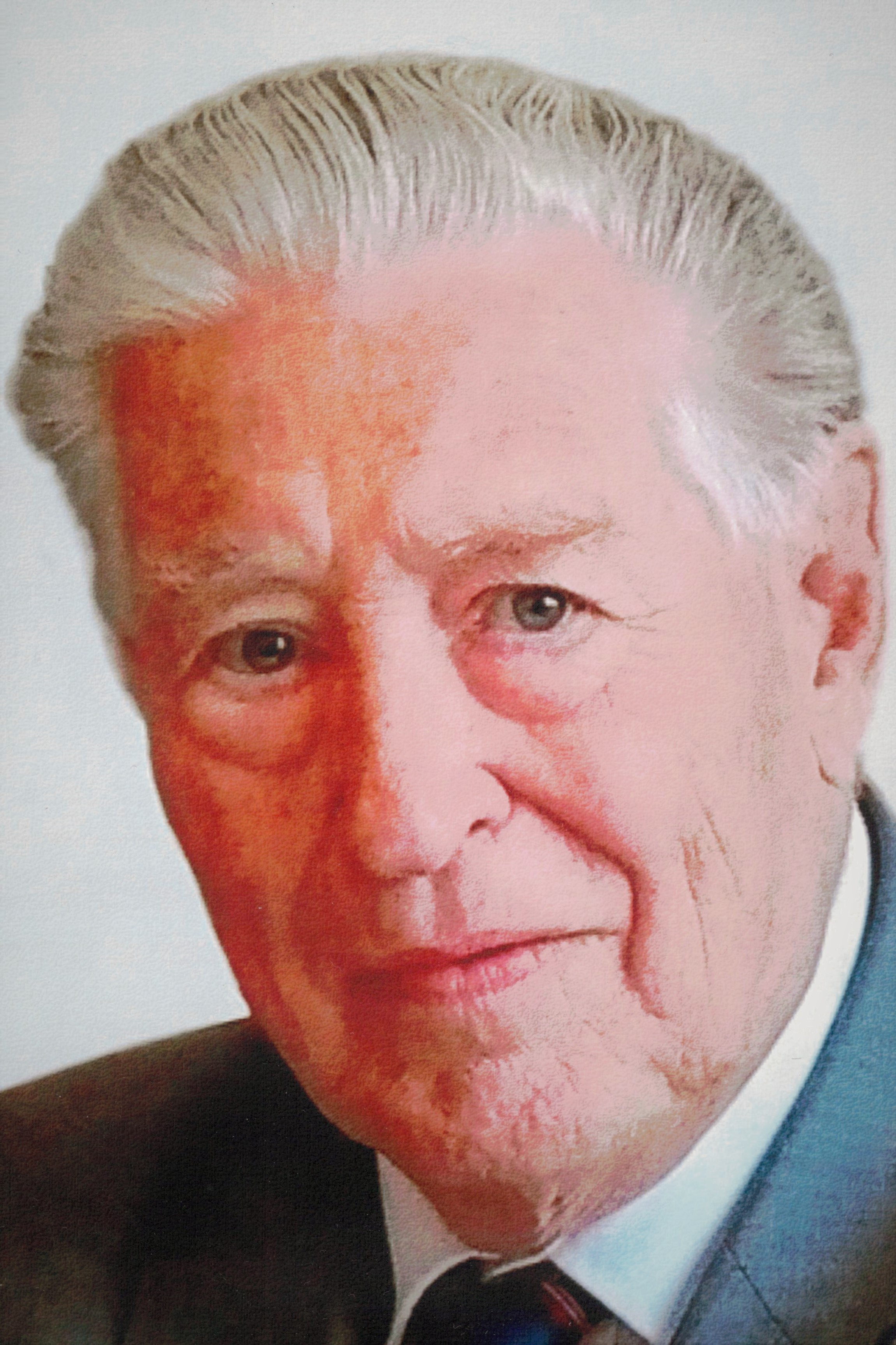
Dr. Achim Block am 28. Oktober 2018

Achim Block (* 28. Februar 1932 in Hannover; † 27. Juli 2019 in Göttingen) war ein deutscher Germanist, Altphilologe und Politiker (CDU).

## Leben
Achim Block wurde als ältester von vier Söhnen des Lehrers und Schulleiters Wilhelm Block und seiner Frau Hildegard geb. Knolle geboren und wuchs in Hannover auf.
In der hannoverschen Südstadt zerstörten Bomben im Krieg 1943 das Haus der Familie. Zeitweise wurde er mit anderen Schülern und Klassen auf die Schaumburg evakuiert.
Achim Block besuchte das Ratsgymnasium seiner Heimatstadt. Nach dem Abitur 1951 studierte er in Tübingen und Göttingen Germanistik und Altphilologie bis zum Staatsexamen 1956. Er promovierte 1958 zum Dr. phil. Sein Berufswunsch war, Lehrer zu werden.
Im Anschluss an die Referendarzeit in Hannover und Celle unterrichtete er 1958 bis 1969 am Kaiser-Wilhelm-Gymnasium in Hannover die Fächer Griechisch, Latein und Deutsch. Während dieser Zeit erfolgte bald die Ernennung zum Fachleiter für Deutsch für die Ausbildung von Referendaren am Studienseminar Hannover, danach zum Fachberater für Deutsch bei der Verwaltung höherer Schulen. Er nahm außerdem Lehraufträge an der Universität Hannover wahr. 1969 wurde Block Oberstudiendirektor am Max-Planck-Gymnasium in Göttingen. Die acht Jahre an dieser Schule bezeichnete Block später als besonders glücklich.
Aus der Ehe von Achim Block und seiner Frau Ute geb. Weber stammen vier Kinder. Er lebte von 1969 bis zu seinem Tod mit seiner Familie in Göttingen.
Seit den 1970er Jahren arbeitete Block in Göttingen ehrenamtlich in der Kommunal- und Schulpolitik. Von 1976 bis 1991 gehörte er für die CDU, in die er 1977 eingetreten war, dem Stadtrat an. Zehn Jahre war er Vorsitzender der CDU-Ratsfraktion und Mitglied zahlreicher Gremien und Ausschüsse.
Von 1974 bis 1978 war Block Vorsitzender des Philologenverbandes Niedersachsen.
1977 wurde Block zum Präsidenten des Wissenschaftlichen Prüfungsamtes (WPA) berufen, das 1990 zum Niedersächsischen Landesprüfungsamt (NLPA) erweitert wurde, nun mit Sitz in Hannover. Hier war er für Philologenprüfungen in ganz Niedersachsen zuständig. Diese Tätigkeit übte er 17 Jahre lang aus, bis 1994.
Im Jahr 1994 erfolgte der Übergang in die Landespolitik. Von 1994 bis 1998 war Block Mitglied des Landtags Niedersachsen, für die CDU-Landtagsfraktion Hochschulpolitischer Sprecher, Mitglied des Ev. Arbeitskreises der CDU, Beiratsmitglied der Ev. Erwachsenenbildung Niedersachsens und Mitglied des Arbeitskreises für Wissenschaft und Kultur. An weiteren übernommenen Aufgaben ist seine Tätigkeit im Vorstand des Ev. Krankenhauses Göttingen-Weende zu nennen.
Achim Block wurde während seines Studiums Mitglied im Studentischen Musikkreis (heute Studentische Musikvereinigung Blaue Sänger Göttingen), für den er während seiner Aktivenzeit zwei selbstverfasste Komödien aufführte, die er unter dem Pseudonym „Micha K. Colb“ herausgab.
Nach Studien in den 1950er Jahren bei Heinz Hilpert inszenierte Block mit Schülern und Studierenden regelmäßig Theaterstücke, antike Stücke zum Teil nach eigener Übersetzung aus dem Griechischen, aber auch klassische und moderne Werke. 1986 – nicht mehr als Schulleiter, sondern als Gast – studierte er zum 400-jährigen Jubiläum des Max-Planck-Gymnasiums die Alkestis von Euripides ein. Den Künsten wie Musik, Literatur und Theater galt sein besonderes Interesse. So war er Mitbegründer und jahrelanger Vorsitzender des Fördervereins für das Deutsche Theater Göttingen und vorher Mitglied im Aufsichtsrat. Regelmäßig leitete Block Studienfahrten mit Schülern und Schülerinnen oder Erwachsenengruppen insbesondere nach Griechenland, aber auch in andere Länder mit antikem Kulturgut wie Türkei, Sizilien, Spanien.
Im Ruhestand betätigte Block sich weiter ehrenamtlich in Fördervereinen, Stiftungen und im Kulturbereich, hielt Vorträge und war bei der Gründung zahlreicher dem Gemeinwohl dienender Institutionen beteiligt. 28 Jahre lang, von 1978 bis 2006, las er mit einer privaten Runde altgriechische Texte. Er hielt Vorlesungen und gab Übungen in der Universität des dritten Lebensalters (UdL) und an der Universität Hildesheim. Wenige Wochen vor seinem Tod hielt Achim Block seinen letzten Vortrag vor dem Rotary-Club Göttingen über die Politika von Aristoteles. Block starb am  27. Juli 2019 mit 87 Jahren in Göttingen.

## Ehrungen
- 1998 wurde ihm das Bundesverdienstkreuz am Bande verliehen.[1]

## Schriften (Auswahl)
- Medea-Dramen der Weltliteratur. Göttingen 1958 (Dissertation)
- Unser Sondershäuser Verband heute. Eine Erörterung seiner Grundsätze. In: 100 Jahre Sondershäuser Verband Akademisch-Musikalischer Verbindungen 1867–1967. Herausgegeben vom Sondershäuser Verband Akademisch-Musikalischer Verbindungen, o. O. o. J. (Aachen, wohl 1967), S. 79–88.
- Cicero Consul. Reden aus dem Jahre 63 v. Chr. (= Atrium Linguae Latinae, Band 7). Vandenhoeck & Ruprecht, Göttingen 1969.
- mit Gertrud Höhler: Gespräch der Generationen. Niedersächsische Landeszentrale für Politische Bildung, Hannover 1981.
- als Mitherausgeber mit Walter Kissling: Deutsche Dichtung in Epochen. Ein literaturgeschichtliches Lesebuch für den Deutschunterricht auf der Oberstufe. Metzler, Stuttgart 1989, ISBN 3-476-20418-9.
- Prüfertypen. Niedersächsisches Landesprüfungsamt für Lehrämter, Hannover 1994.
- Funken aus Hellas. Beiträge zur Rezeption griechischer Autoren. Wallstein, Göttingen 2001.
- Standortproben. Neun politische Vorträge und ein Nachtrag. Wallstein, Göttingen 2004, ISBN 3-89971-154-8.
- Texte in Prosa de Luxe, Frieling-Verlag, 2013, 2014, 2015, 2016, 2017, 2019